# Kaukasische Minerale Wateren

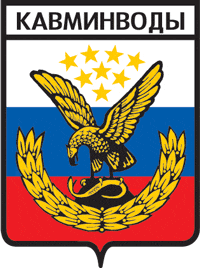
Wapenschild van de regio

Kaukasische Minerale Wateren (Russisch: Кавказские Минеральные Воды; Kavkazkieje Mineralnye Vody), kortweg KavMinVod of KMV is de benaming voor een groep van kuuroorden in de Russische kraj Stavropol, te weten Jessentoeki, Kislovodsk, Mineralnye Vody, Pjatigorsk en Zjeleznovodsk. Deze steden liggen allemaal aan de rand van de Stavropolse Hoogte en de noordelijke uitlopers van de Grote Kaukasus. In het gebied bevinden zich meer dan 130 mineraalwaterbronnen en grote voorraden modderbaden (bij het Tamboekanmeer). Het kuuroordgebied werd ingesteld in 1803 per decreet van tsaar Alexander I van Rusland en is daarmee een van de oudste van Rusland.